# Nachal Šuva
Nachal Šuva (hebrejsky נחל שובה) je vádí v jižním Izraeli, v severní části Negevské pouště.
Začíná v nadmořské výšce okolo 100 metrů v jižně od vesnice Sa'ad. Směřuje pak k jihu zemědělskou krajinou, která díky soustavnému zavlažování ztratila svůj pouštní charakter. Koryto vádí se mírně zařezává do okolního terénu a vytváří kaňon, jehož dno a svahy jsou pokryty vegetací. Prochází mezi vesnicemi Alumim a Šuva a míjí pahorek Tel Šichan. Z východu míjí vesnici Be'eri, ze západu Kfar Majmon a Šokeda. Pak ústí zprava do vádí Nachal Bohu.
V roce 2002 udělil stát pokutu vesnici Alumim za znečištění toku Nachal Šuva a návazných vádí odpadními vodami.